# Assassinats a...
Assassinats a... (títol original en francès, Meurtres à…) és una col·lecció francobelga de telefilms policials ambientats cada vegada en una ciutat i regió francesa diferents. Es va estrenar el 2013 pel canal France 3. També s'emet a Bèlgica a La Une i a Suïssa a RTS Un. Alguns telefilms s'han doblat al català oriental central per a TV3 i al valencià per a À Punt.
Pel desè aniversari i els seixanta capítols de la col·lecció, es va rodar un episodi d'aniversari: Nouveaux Meurtres à Saint-Malo amb els mateixos actors principals que el primer episodi. En aquesta ocasió, RTBF va penjar en línia els deu episodis emblemàtics a la plataforma Auvio durant mig any: Assassinats a Avinyó, Meurtres à Collioure, Meurtres en Martinique, Assassinats a Sarlat, Assassinat a Les Landes, Assassinats a Cornualla, Assassinats a Lilla, Assassinats a la Lorena, Assassinats a la Corresa i Assassinat a Pointe du Raz.

## Producció

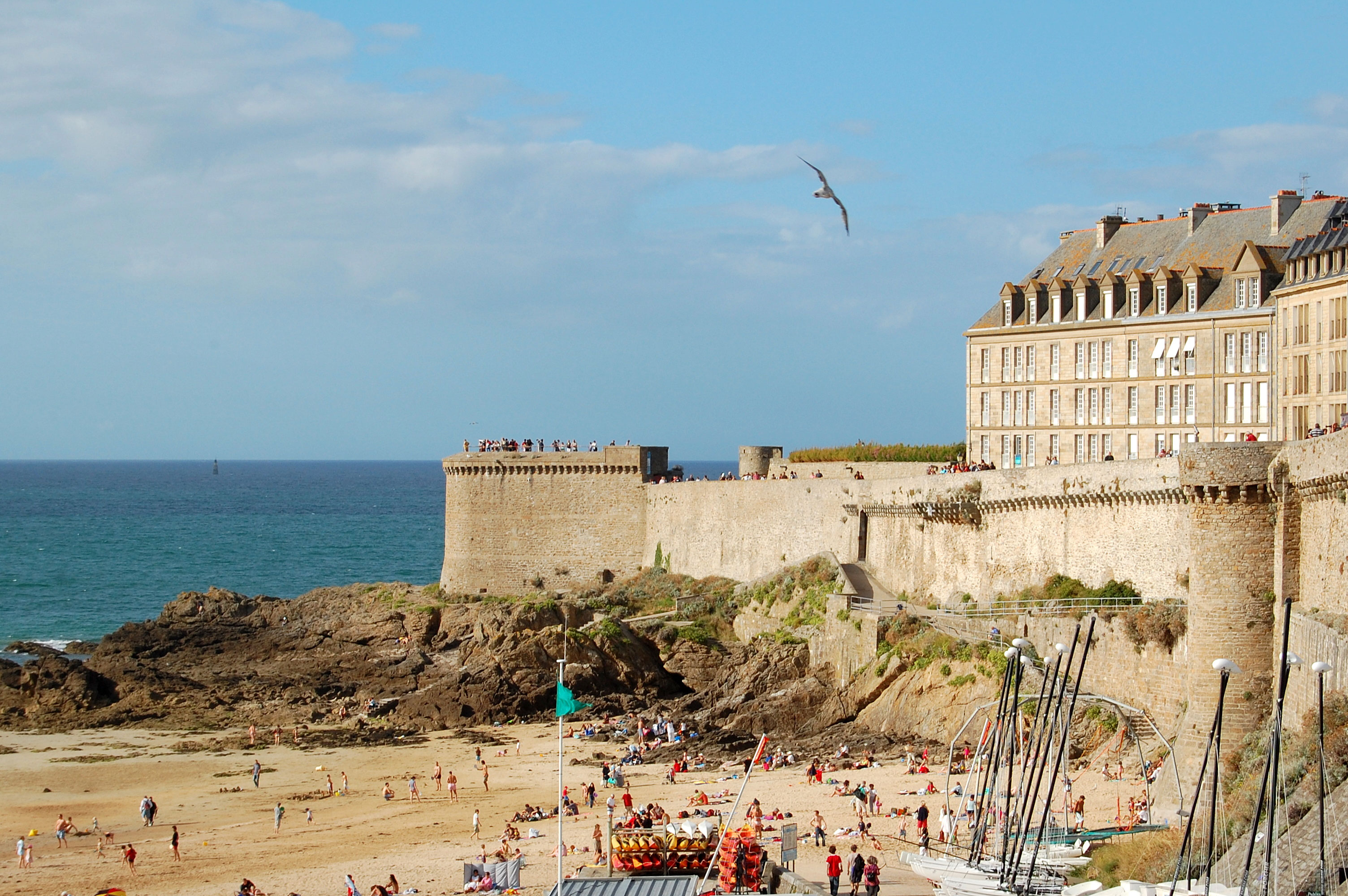
L'episodi pilot transcorre a Sant-Maloù.

### Origen
La col·lecció va ser proposada a France 3 per part d'Iris Bucher, productora de Quad Télévision. Volia apel·lar els joves guionistes i directors que havien de respectar escrupolosament el concepte, de forma similar a la sèrie alemanya Tatort, emesa des de 1970 al canal ARD.
Després de l'èxit del primer telefilm Meurtres à Saint-Malo, l'RTBF es va associar a la producció. La col·lecció ha passat de tres telefilms a l'any a un mínim de vuit. La regió francesa on té lloc cada episodi rep regularment ajuts econòmics mitjançant una sol·licitud de subvenció. El pressupost de cada episodi s'estima en dos milions d'euros.

### Concepte
A diferència de les sèries policíaques clàssiques, cada episodi es pot veure de manera independent. Els personatges i els llocs són diferents cada vegada (cada episodi destaca una ciutat o regió diferent, una marca registrada de France 3), però la trama és gairebé sempre idèntica. Es basa en una investigació vinculada a una llegenda, existent o inventada, realitzada per dues persones (sovint un home i una dona) encarnada per dos actors coneguts. Aquests dos personatges no són necessàriament tots dos agents de policia, però es veuen obligats a col·laborar malgrat les primeres dificultats. Estan relacionats regularment o enamorats, sovint són antagònics i es reconcilien al final de l'episodi. No es mostren imatges violentes. La sèrie se centra en la investigació, els paisatges i sovint els idil·lis. Tot i que els assassinats són freqüents, no són obra d'un assassí en sèrie amb problemes psicològics, sinó que es basen gairebé essencialment en una història de venjança.

### Càsting
Molts actors, estrelles de la televisió francesa, de totes les generacions, han participat en algun episodi: Frédéric Diefenthal, Pierre Arditi, Ingrid Chauvin, Stéphane Freiss, Bernard Yerlès, Michèle Bernier, Lucie Lucas, Xavier Deluc, Sofia Essaïdi, Lorie Pester o fins i tot Cristiana Reali. També hi ha participacions més sorprenents com les de Claire Chazal, Michel Cymes o Stéphane Bern, poc acostumats a la ficció.

## Rebuda
La sèrie té un gran èxit i té una mitjana de quatre milions d'espectadors i supera regularment la competència, fins i tot durant les reposicions.
L'episodi que va atreure més espectadors a França va ser Assassinats a la Corresa el 2 de maig de 2020, amb 6,845 milions d'espectadors (emès durant el primer confinament vinculat a la pandèmia de la COVID-19), i el que va tenir més quota d'audiència va ser Assassinat a Tolosa el 29 de maig de 2021 amb un 26,6%.
El seu èxit s'explica tant per un inici de cansament amb les sèries estatunidenques en el moment del seu llançament el 2013 com també pel desenvolupament d'una indústria de ficció a França. Sèries com Plus belle la vie o Un poble francès han permès a France 3 desenvolupar un saber fer que permet un guió especialitzat per al format televisiu i un rodatge ràpid i eficient. Els actors també estan acostumats a aquest tipus de rodatge. D'altra banda, el canal transposa a la ficció el que ja fa en els informatius: sortir de París per oferir programes filmats en altres llocs.
La dimensió regional també permet que la col·lecció tingui una bona cobertura mediàtica. La premsa regional i els polítics locals estan orgullosos d'anunciar el rodatge del «seu» episodi. A més, la població participa en el càsting o la figuració.
Els drets d'adaptació de la col·lecció s'han comprat als Estats Units, Japó i Itàlia.

## Variacions del concepte
Davant l'èxit, France 3 ha desenvolupat altres col·leccions similars. Assassinat a... compta amb el mateix fiscal adjunt, interpretat per Florence Pernel però cada vegada en una regió diferent. Una altra col·lecció és Els misteris de..., ambientada principalment a la Nova Aquitània, però també a la Provença-Alps-Costa Blava. Es va estrenar el 2017 i alguns episodis es consideren com a edicions especials d'aquesta col·lecció.
Aquesta col·lecció està vinculada a la col·lecció Le Prix de... amb Mimie Mathy i Mathieu Delarive: Le Prix de la vérité (2017), Le Prix de la loyauté (2019) i Le Prix de la trahison (2022).

## Telefilms

### Primera temporada (2013-2014)
| Núm. total | Núm. de la temporada | Títol                             | Direcció         | Guió                                       | Data d'emissió original                                                               |
| ---------- | -------------------- | --------------------------------- | ---------------- | ------------------------------------------ | ------------------------------------------------------------------------------------- |
| 1          | 1                    | «Meurtres à Saint-Malo»           | Lionel Bailliu   | Lionel Bailliu                             | 19 d'abril de 2013 (La Une) 19 d'abril de 2013 (RTS Un) 23 d'abril de 2013 (France 3) |
| 2          | 2                    | «Meurtres au Pays basque»         | Éric Duret       | Alexandra Julhiet i Marie-Anne Le Pezennec | 5 d'abril de 2014 (France 3)                                                          |
| 3          | 3                    | «Meurtres à Rocamadour»           | Lionel Bailliu   | Lionel Bailliu                             | 3 de maig de 2014 (France 3)                                                          |
| 4          | 4                    | «Assassinats a l'abadia de Rouen» | Christian Bonnet | Frédéric Petitjean                         | 24 de maig de 2014 (France 3)                                                         |

### Segona temporada (2014-2015)
| Núm. total | Núm. de la temporada | Títol                      | Direcció         | Guió                                       | Data d'emissió original         |
| ---------- | -------------------- | -------------------------- | ---------------- | ------------------------------------------ | ------------------------------- |
| 5          | 1                    | «Meurtres à Guérande»      | Éric Duret       | Alexandra Julhiet i Marie-Anne Le Pezennec | 14 de febrer de 2015 (France 3) |
| 6          | 2                    | «Assassinats a l'illa»     | François Guérin  | Philippe Donzelot                          | 7 de març de 2015 (France 3)    |
| 7          | 3                    | «Meurtres à Étretat»       | Laurence Katrian | Jean Chavot i Éric Rognard                 | 4 d'abril de 2015 (France 3)    |
| 8          | 4                    | «Assassinats a Carcassona» | Julien Despaux   | Laurent Vivier                             | 9 de maig de 2015 (France 3)    |
| 9          | 5                    | «Meurtres au mont Ventoux» | Thierry Peythieu | Gaëlle Baron i Nicole Jamet                | 23 de maig de 2015 (France 3)   |

### Tercera temporada (2015-2016)
| Núm. total | Núm. de la temporada | Títol                       | Direcció                         | Guió                               | Data d'emissió original                                                                      |
| ---------- | -------------------- | --------------------------- | -------------------------------- | ---------------------------------- | -------------------------------------------------------------------------------------------- |
| 10         | 1                    | «Meurtres à Collioure»      | Bruno Garcia                     | Lionel Pasquier i Frédéric Faurt   | 27 d'agost de 2015 (RTS Deux) 13 de setembre de 2015 (La Une) 3 d'octubre de 2015 (France 3) |
| 11         | 2                    | «Assassinats a La Rochelle» | Étienne Dhaene                   | Laurent Mondy                      | 20 de setembre de 2015 (La Une) 14 de novembre de 2015 (France 3)                            |
| 12         | 3                    | «Assassinats a la Borgonya» | Jérôme Navarro                   | Alexandra Deman                    | 29 d'octubre de 2015 (La Une) 26 de desembre de 2015 (France 3)                              |
| 13         | 4                    | «Assassinats a Avinyó»      | Stéphane Kappes                  | Emmanuel Patron i Armelle Patron   | 17 de gener de 2016 (La Une) 27 de febrer de 2016 (France 3)                                 |
| 14         | 5                    | «Meurtres à l'île de Ré»    | François Basset i Jules Maillard | Marie Deshaires i Catherine Touzet | 3 d'abril de 2016 (La Une) 23 d'abril de 2016 (France 3)                                     |
| 15         | 6                    | «Assassinats al llac Léman» | Jean-Marc Rudnicki               | Lionel Pasquier i Clément Théobald | 17 d'abril de 2016 (La Une) 21 de maig de 2016 (France 3)                                    |

### Quarta temporada (2016-2017)
| Núm. total | Núm. de la temporada | Títol                           | Direcció           | Guió                                         | Data d'emissió original                                                                     |
| ---------- | -------------------- | ------------------------------- | ------------------ | -------------------------------------------- | ------------------------------------------------------------------------------------------- |
| 16         | 1                    | «Assassinats a La Ciutat»       | Dominique Ladoge   | Elsa Chabrol                                 | 10 d'abril de 2016 (La Une) 24 de setembre de 2016 (France 3)                               |
| 17         | 2                    | «Assassinats a Dunkerque»       | Marwen Abdallah    | Manon Dillys i Sébastien Le Délézir          | 9 de setembre de 2016 (RTS Un) 23 d'octubre de 2016 (La Une) 4 de febrer de 2017 (France 3) |
| 18         | 3                    | «Meurtres en Martinique»        | Philippe Niang     | Philippe Niang, Alain Agat i Franck Thilliez | 24 d'abril de 2016 (La Une) 2 de setembre de 2016 (RTS Un) 25 de febrer de 2017 (France 3)  |
| 19         | 4                    | «Assassinats a Grasse»          | Karim Ouaret       | Killian Arthur i Nicolas Jones-Gorlin        | 23 de setembre de 2016 (RTS Un) 30 d'octubre de 2016 (La Une) 15 d'abril de 2017 (France 3) |
| 20         | 5                    | «Assassinats a Ais de Provença» | Claude-Michel Rome | Claude-Michel Rome                           | 4 de novembre de 2016 (RTS Un) 6 de novembre de 2016 (La Une) 13 de maig de 2017 (France 3) |
| 21         | 6                    | «Assassinats a Estrasburg»      | Laurence Katrian   | Claire Alexandrakis i Aude Blanchard         | 28 d'octubre de 2016 (RTS Un) 20 de novembre de 2016 (La Une) 27 de maig de 2017 (France 3) |

### Cinquena temporada (2017-2018)
| Núm. total | Núm. de la temporada | Títol                       | Direcció         | Guió                                                  | Data d'emissió original |
| ---------- | -------------------- | --------------------------- | ---------------- | ----------------------------------------------------- | --- |
| 22         | 1                    | «Assassinat a les Landes»   | Jean-Marc Thérin | Denis Alamercery                                      | 23 de juny de 2017 (RTS Un) 5 de setembre de 2017 (preestrena a França) 7 de setembre de 2017 (La Une) 9 de setembre de 2017 (France 3) |
| 23         | 2                    | «Assassinats a Alvèrnia»    | Thierry Binisti  | Alexandra Julhiet i Alexandra Echkenazi               | 16 de maig de 2017 (La Une) 30 de setembre de 2017 (France 3)                                                                           |
| 24         | 3                    | «Assassinats a Sarlat»      | Delphine Lemoine | Philippe Bernard i Tigran Rosine                      | 25 d'agost de 2017 (RTS Un) 21 de setembre de 2017 (La Une) 18 de novembre de 2017 (France 3)                                           |
| 25         | 4                    | «Assassinats a Orleans»     | Jean-Marc Seban  | Virginie Peignien, Jean-Marc Seban i Lionel Pasquier  | 21 de novembre de 2017 (La Une) 29 de desembre de 2017 (RTS Un) 20 de gener de 2018 (France 3)                                          |
| 26         | 5                    | «Meurtres en pays d'Oléron» | Thierry Binisti  | Jean-Marc Taba, Marc Antoine Laurent i Frédéric Faurt | 11 de març de 2018 (La Une) 16 de març de 2018 (RTS Un) 17 de març de 2018 (France 3)                                                   |

### Sisena temporada (2018-2019)
| Núm. total | Núm. de la temporada | Títol                         | Direcció        | Guió                                                   | Data d'emissió original                                                                          |
| ---------- | -------------------- | ----------------------------- | --------------- | ------------------------------------------------------ | ------------------------------------------------------------------------------------------------ |
| 27         | 1                    | «Assassinats a Cornualla»     | Franck Mancuso  | Fabienne Lesieur i Victor Pavy                         | 22 d'abril de 2018 (La Une) 18 de maig de 2018 (RTS Un) 8 de setembre de 2018 (France 3)         |
| 28         | 2                    | «Meurtres en Haute-Savoie»    | René Manzor     | Josselyn Bossennec, Catherine Touzet i Marie Deshaires | 6 de maig de 2018 (La Une) 25 de maig de 2018 (RTS Un) 13 d'octubre de 2018 (France 3)           |
| 29         | 3                    | «Meurtres à Brides-les-Bains» | Emmanuel Rigaut | Claire Alexandrakis i Aude Blanchard                   | 8 de novembre de 2018 (La Une) 16 de novembre de 2018 (RTS Un) 29 de desembre de 2018 (France 3) |
| 30         | 4                    | «Meurtres dans le Morvan»     | Simon Astier    | Pascal Perbet i Lucile Brandi                          | 2 de desembre de 2018 (RTS Un) 18 de gener de 2019 (La Une) 19 de gener de 2019 (France 3)       |
| 31         | 5                    | «Assassinats a la Lorena»     | René Manzor     | Killian Arthur i Nicolas Jones-Gorlin                  | 10 de gener de 2019 (La Une) 9 de març de 2019 (RTS Un) 16 de març de 2019 (France 3)            |

### Setena temporada (2019-2020)
| Núm. total | Núm. de la temporada | Títol                      | Direcció         | Guió                                               | Data d'emissió original                                                                           |
| ---------- | -------------------- | -------------------------- | ---------------- | -------------------------------------------------- | ------------------------------------------------------------------------------------------------- |
| 32         | 1                    | «Meurtres à Colmar»        | Klaus Biedermann | Elizabeth Verry i Martin Sauvageot                 | 10 de febrer de 2019 (La Une) 28 de juny de 2019 (RTS Un) 14 de setembre de 2019 (France 3)       |
| 33         | 2                    | «Assassinats a Lilla»      | Laurence Katrian | Isabel Sebastian                                   | 26 d'octubre de 2018 (RTS Un) 11 de desembre de 2018 (La Une) 28 de setembre de 2019 (France 3)   |
| 34         | 3                    | «Assassinat a Belle-Ille»  | Marwen Abdallah  | Fabienne Lesieur i Victor Pavy                     | 18 d'octubre de 2019 (RTS Un) 12 d'octubre de 2019 (La Une) 26 d'octubre de 2019 (France 3)       |
| 35         | 4                    | «Meurtres à Tahiti»        | François Velle   | Sandra Tosello, Fabrice de Costil i François Velle | 20 de desembre de 2019 (RTS Un) 21 de desembre de 2019 (La Une) 28 de desembre de 2019 (France 3) |
| 36         | 5                    | «Assassinat a Cotentin»    | Jérémy Munui     | Sylvie Rouch                                       | 21 de maig de 2019 (La Une) 31 de maig de 2019 (RTS Un) 1 de febrer de 2020 (France 3)            |
| 37         | 6                    | «Assassinat al Jura»       | Éric Duret       | Laetitia Franceschini i Marie-Cécile Picquet       | 8 de novembre de 2019 (RTS Un) 2 de febrer de 2020 (La Une) 15 de febrer de 2020 (France 3)       |
| 38         | 7                    | «Assassinats a la Corresa» | Adeline Darraux  | Marc-Antoine Laurent i Jean-Marc Taba              | 25 d'octubre de 2019 (RTS Un) 26 de gener de 2020 (La Une) 2 de maig de 2020 (France 3)           |

### Vuitena temporada (2020-2021)
| Núm. total | Núm. de la temporada | Títol                        | Direcció            | Guió                                    | Data d'emissió original                                                                       |
| ---------- | -------------------- | ---------------------------- | ------------------- | --------------------------------------- | --------------------------------------------------------------------------------------------- |
| 39         | 1                    | «Assassinat al país càtar»   | Stéphanie Murat     | Isabelle Polin i Frédéric J. Lozet      | 6 de març de 2020 (RTS Un) 1 de març de 2020 (La Une) 19 de setembre de 2020 (France 3)       |
| 40         | 2                    | «Assassinats a Caiena»       | Marc Barrat         | Apsita Berthelot-Cissé i Sabine Dabadie | 29 de març de 2020 (La Une) 14 de novembre de 2020 (France 3)                                 |
| 41         | 3                    | «Assassinat a Cognac»        | Adeline Darraux     | Estelle Koenig i Simon Rocheman         | 3 d'abril de 2020 (RTS Un) 5 d'abril de 2020 (La Une) 26 de desembre de 2020 (France 3)       |
| 42         | 4                    | «Meurtres à Granville»       | Christophe Douchand | Anthony Maugendre i Laurent Vachaud     | 8 de gener de 2021 (RTS Un) 2 de desembre de 2020 (La Une) 9 de gener de 2021 (France 3)      |
| 43         | 5                    | «Assassinats a Albi»         | Delphine Lemoine    | Delphine Chouraqui i Fabien Adda        | 19 de juny de 2020 (RTS Un) 3 de novembre de 2020 (La Une) 23 de gener de 2021 (France 3)     |
| 44         | 6                    | «Assassinat a Pont l'Eveque» | Thierry Binisti     | Camille Guichard i David Crozier        | 29 de setembre de 2020 (RTS Un) 18 d'octubre de 2020 (La Une) 20 de febrer de 2021 (France 3) |
| 45         | 7                    | «Assassinat a Pointe du Raz» | Laurent Dussaux     | Matthieu Savignac                       | 22 de gener de 2021 (RTS Un) 8 de novembre de 2020 (La Une) 3 d'abril de 2021 (France 3)      |
| 46         | 8                    | «Assassinat a Tolosa»        | Sylvie Ayme         | Jean-Marie Chavent i Luc Chaumar        | 5 de febrer de 2021 (RTS Un) 27 de desembre de 2020 (La Une) 29 de maig de 2021 (France 3)    |

### Novena temporada (2021-2022)
| Núm. total | Núm. de la temporada | Títol                                | Direcció                      | Guió                                          | Data d'emissió original                                                                       |
| ---------- | -------------------- | ------------------------------------ | ----------------------------- | --------------------------------------------- | --------------------------------------------------------------------------------------------- |
| 47         | 1                    | «Assassinat a Berry»                 | Floriane Crépin               | Natascha Cucheval i Iris Ducorps              | 26 de febrer de 2021 (RTS Un) 31 de gener de 2020 (La Une) 28 d'agost de 2021 (France 3)      |
| 48         | 2                    | «Assassinats a Mulhouse»             | Delphine Lemoine              | Jérôme Amory i François Guérin                | 2 de març de 2021 (RTS Un) 14 de febrer de 2021 (La Une) 2 d'octubre de 2021 (France 3)       |
| 49         | 3                    | «Meurtres dans les Trois Vallées»    | Emmanuel Rigaut               | Sylvain Saada i Emmanuel Rigaut               | 18 de juny de 2021 (RTS Un) 28 de febrer de 2021 (La Une) 20 de novembre de 2021 (France 3)   |
| 50         | 4                    | «Meurtres sur les îles du Frioul»    | Sylvie Ayme                   | Camille Guichard i David Crozier              | 28 d'octubre de 2021 (RTS Un) 9 de desembre de 2021 (La Une) 12 de març de 2022 (France 3)    |
| 51         | 5                    | «Meurtres à Blois»                   | Elsa Bennett i Hippolyte Dard | Christiane Spiero i Pierre Monjanel           | 21 d'octubre de 2021 (RTS Un) 28 de novembre de 2021 (La Une) 1 de gener de 2022 (France 3)   |
| 52         | 6                    | «Assassinats a les Petites Antilles» | Marc Barrat                   | Sandro Agénor i Sabine Dabadie                | 4 de novembre de 2021 (RTS Un) 31 d'octubre de 2021 (La Une) 6 de novembre de 2021 (France 3) |
| 53         | 7                    | «Assassinats al Mont-Saint-Michel»   | Marie-Hélène Copti            | Thomas Perrier i Marie Lefebvre               | 11 de gener de 2022 (RTS Un) 8 de gener de 2022 (La Une) 15 de gener de 2022 (France 3)       |
| 54         | 8                    | «Meurtres à Figeac»                  | Olivier Barma                 | Charles Poupot, Lionel Sigwald i Céline Guyot | 27 de març de 2022 (La Une) 18 de juny de 2022 (France 3)                                     |
| 55         | 9                    | «Assassinats a Porquerolles»         | Delphine Lemoine              | Pierre Lacan i Anne-Charlotte Kassab          | 29 d'abril de 2022 (RTS Un) 20 de març de 2022 (La Une) 7 de març de 2022 (France 3)          |
| 56         | 10                   | «Assassinats a Amiens»               | Vincent Trisolini             | Natascha Cucheval i Cécile Lorne              | 19 d'abril de 2022 (La Une) 3 de setembre de 2022 (France 3)                                  |
| 57         | 11                   | «Meurtres à Nancy»                   | Sylvie Ayme                   | Killian Arthur i Nicolas Jones-Gorlin         | 10 d'octubre de 2022 (RTS 2) 11 d'octubre de 2022 (La Une) 15 d'octubre de 2022 (France 3)    |
| 58         | 12                   | «Meurtres en Champagne»              | Dominique Ladoge              | Laurence Lowenthal i Olivier Berclaz          | 2 de desembre de 2022 (RTS Un) 13 de novembre de 2022 (La Une) 4 de febrer de 2023 (France 3) |
| 59         | 13                   | «Assassinats a Pont-Aven»            | Stéphane Kappes               | Séverine Jacquet i Isabel Sebastian           | 11 de desembre de 2022 (La Une) 17 de març de 2023 (RTS Un) 18 de març de 2023 (France 3)     |

### Desena temporada (2022-2023)
| Núm. total | Núm. de la temporada | Títol                                | Direcció              | Guió                                            | Data d'emissió original                                                                        |
| ---------- | -------------------- | ------------------------------------ | --------------------- | ----------------------------------------------- | ---------------------------------------------------------------------------------------------- |
| 60         | 1                    | «Nouveaux Meurtres à Saint-Malo»     | Lionel Bailliu        | Lionel Bailliu i Yann Le Gal                    | 28 de març de 2023 (RTS Un) 31 de març de 2023 (La Une) 29 d'abril de 2023 (France 3)          |
| 61         | 2                    | «Assassinats a Bearn»                | Delphine Lemoine      | Elsa Chabrol                                    | 19 de febrer de 2023 (RTS Un) 27 de febrer de 2023 (RTS Deux) 4 de març de 2023 (France 3)     |
| 62         | 3                    | «Meurtres sur la Côte Fleurie»       | Gabriel Aghion        | Gabriel Aghion i Jérémie Marcus                 | 15 d'agost de 2023 (RTS Un) 29 d'octubre de 2023 (La Une) 23 de desembre de 2023 (France 3)    |
| 63         | 4                    | «Assassinats a Chantilly»            | Marjolaine de Lecluse | Matthieu Savignac                               | 23 d'abril de 2023 (La Une) 2 de maig de 2023 (RTS Un) 2 de setembre de 2023 (France 3)        |
| 64         | 5                    | «Assassinats a Font-Romeu»           | Marion Lallier        | Olivier Berclaz i Laurence Lowenthal            | 10 de setembre de 2023 (La Une) 13 de setembre de 2023 (France 3) 2 de gener de 2024 (RTS 1)   |
| 65         | 6                    | «Meurtres dans les gorges du Verdon» | Stephan Kopecky       | Karine Giebel i Stephan Kopecky                 | 11 de juny de 2023 (La Une) 24 de juny de 2023 (France 3)                                      |
| 66         | 7                    | «Assassinats al Cantal»              | Sandrine Cohen        | Marie-Luce David i Pierre-Yves Lebert           | 28 de maig de 2023 (La Une) 13 d'octubre de 2023 (RTS 1) 2 de desembre de 2023 (France 3)      |
| 67         | 8                    | «Assassinats a Guadalupe»            | Marc Barrat           | William Willebrod Wégimont i Delphine Chouraqui | 8 d'octubre de 2023 (La Une) 24 de novembre de 2023 (RTS 1) 25 de novembre de 2023 (France 3)  |
| 68         | 9                    | «Assassinats a les illes de Lerins»  | Anne Fassio           | David Crozier i Camille Guichard                | 29 d'agost de 2023 (RTS 1) 24 de setembre de 2023 (La Une) 1 de juny de 2024 (France 3)        |
| 69         | 10                   | «Assassinats a Bayeux»               | Kamir Aïnouz          | Natascha Cucheval i Iris Ducorps                | 21 de novembre de 2023 (RTS 1) 17 de desembre de 2023 (La Une) 24 de febrer de 2024 (France 3) |
| 70         | 11                   | «Le Fantôme des Saintes»             | Marc Barrat           | Sarah Malléon i Pierre Le Gall                  | 12 d'abril de 2024 (RTS 1) 19 d'octubre de 2024 (France 3)                                     |

### Fora de temporada
| Núm. | Títol                                   | Direcció                      | Guió                                                             | Data d'emissió original                                                                          |
| ---- | --------------------------------------- | ----------------------------- | ---------------------------------------------------------------- | ------------------------------------------------------------------------------------------------ |
| 1    | «La Disparue du Pyla»                   | Didier Albert                 | Anthony Maugendre                                                | 4 de gener de 2014 (La Une) 12 d'abril de 2014 (France 3)                                        |
| 2    | «Le Vagabond de la baie de Somme»       | Claude-Michel Rome            | Claude-Michel Rome i Odile Barski                                | 6 de juny de 2015 (France 3)                                                                     |
| 3    | «L'Inconnu de Brocéliande»              | Vincent Giovanni              | Virginie Brami i Yann Le Gall                                    | 28 d'abril de 2016 (La Une) 30 d'abril de 2016 (France 3)                                        |
| 4    | «Els misteris de l'illa»                | François Guérin               | David D'Aquaro                                                   | 13 de gener de 2017 (RTS Un) 15 de gener de 2017 (La Une) 17 de gener de 2017 (France 3)         |
| 5    | «Assassinat a les muntanyes d'Alvèrnia» | Bruno Bontzolakis             | Philippe Donzelot                                                | 14 de març de 2017 (France 3)                                                                    |
| 6    | «Tensions au Cap Corse»                 | Stéphanie Murat               | Éléna Piacentini i Catherine Touzet                              | 10 de març de 2017 (RTS Un) 6 d'abril de 2017 (La Une) 8 d'abril de 2017 (France 3)              |
| 7    | «Assassint a Fresange»                  | Alfred Lot                    | Olivier Berclaz i Jean-Marc Taba                                 | 27 d'abril de 2017 (La Une) 28 d'abril de 2017 (RTS Une) 3 de juny de 2017 (France 3)            |
| 8    | «Crims silenciosos»                     | Frédéric Berthe               | Philippe Isard                                                   | 20 d'abril de 2017 (La Une) 12 de maig de 2017 (RTS Un) 23 de setembre de 2017 (France 3)        |
| 9    | «Assassinats a Savoia»                  | Alain Berliner                | Thomas Perrier (idea original), Fabienne Lesieur i Aurélie Belko | 6 de gener de 2018 (France 3) 11 de març de 2018 (La Une) 16 de març de 2018 (RTS Un)            |
| 10   | «Le Prix de la vérité»                  | Emmanuel Rigaut               | Laurent Mondy                                                    | 21 de desembre de 2017 (La Une) 5 de gener de 2018 (RTS Un) 13 de gener de 2018 (France 3)       |
| 11   | «Les disparus de Valenciennes»          | Elsa Bennett i Hippolyte Dard | Laurent Blin i Thierry Surace                                    | 24 de març de 2018 (France 3)                                                                    |
| 12   | «Els misteris de la basílica»           | François Guérin               | David D'Aquaro                                                   | 6 d'abril de 2018 (La Une) 13 d'abril de 2018 (RTS Un) 14 d'abril de 2018 (France 3)             |
| 13   | «Mémoire de sang»                       | Olivier Guignard              | Marie Deshaires i Catherine Touzet                               | 22 de setembre de 2018 (France 3)                                                                |
| 14   | «Le Mort de la plage»                   | Claude-Michel Rome            | Claude-Michel Rome                                               | 31 d'agost de 2018 (RTS Un) 30 de setembre de 2018 (La Une) 20 d'octubre de 2018 (France 3)      |
| 15   | «Els fantasmes de Le Havre»             | Thierry Binisti               | Sylvain Saada                                                    | 14 de setembre de 2018 (RTS Un) 4 de novembre de 2018 (La Une) 22 de desembre de 2018 (France 3) |
| 16   | «Els misteris del Bosc Galant»          | Lorenzo Gabriele              | Philippe Le Dem                                                  | 30 de març de 2019 (France 3)                                                                    |
| 17   | «Les Ombres de Lisieux»                 | Nicolas Guicheteau            | Philippe Donzelot i Yves Ramonet                                 | 21 d'abril de 2019 (La Une) 2019 (RTS Un) 18 de maig de 2019 (France 3)                          |
| 18   | «Le Prix de la loyauté»                 | Grégory Écale                 | Laurent Mondy                                                    | 7 de maig de 2019 (La Une) 15 de juny de 2019 (France 3)                                         |
| 19   | «El pont dels oblidats»                 | Thierry Binisti               | Sylviane Corgiat i Bruno Lecigne                                 | 8 de juny de 2019 (La Une) 31 d'agost de 2019 (France 3)                                         |
| 20   | «La Malédiction du volcan»              | Marwen Abdallah               | Sandro Agénor                                                    | 16 de febrer de 2019 (La Une) 21 de setembre de 2019 (France 3) 21 de setembre de 2019 (RTS Un)  |
| 21   | «La Malédiction de Provins»             | Olivier Doran                 | Lorène Delannoy, Pierre Lacan i Yann Le Gal                      | 27 d'agost de 2019 (La Une) 21 de desembre de 2019 (RTS Un)                                      |
| 22   | «Assassinat a Iparralde»                | René Manzor                   | Véronique Lecharpy i Pascal Fontanille                           | 9 de gener de 2020 (La Une) 24 de gener de 2020 (RTS Un) 25 de gener de 2020 (France 3)          |
| 23   | «Assassinat al massís dels Maures»      | Christian Guérinel            | Richard Roulet, Lionel Pasquier i Christian Guérinel             | 8 de febrer de 2020 (France 3)                                                                   |
| 24   | «Assassinat al canal del Migdia»        | Julien Zidi                   | Fabienne Lesieur, Anne-Elisabeth Le Gal i Jérémy Minui           | 23 de gener de 2020 (La Une) 7 de febrer de 2020 (RTS Un) 11 de febrer de 2020 (France 3)        |
| 25   | «Amours à mort»                         | Olivier Barma                 | Camille Guichard i David Crozier                                 | 27 de gener de 2019 (La Une) 5 de setembre de 2020 (France 3)                                    |
| 26   | «Els secrets del castell»               | Claire de La Rochefoucauld    | Laurent Mondy                                                    | 29 de novembre de 2019 (RTS Un) 27 d'octubre de 2019 (La Une) 19 de desembre de 2020 (France 3)  |
| 27   | «Esperant un miracle»                   | Thierry Binisti               | Nathalie Abdelnour i Marie Du Roy                                | 18 de desembre de 2021 (France 3)                                                                |
| 28   | «Les bois maudits»                      | Jean-Marc Rudnicki            | Olivier Berclaz                                                  | 25 de desembre de 2021 (France 3)                                                                |
| 29   | «El preu de la traïció»                 | François Guérin               | Laurent Mondy                                                    | 15 de gener de 2022 (La Une) 19 de gener de 2022 (RTS Deux) 22 de gener de 2022 (France 3)       |
| 30   | «Assassinats a Kermadec»                | Bruno Garcia                  | Tigran Rosine i Florent Meyer                                    | 23 de gener de 2022 (La Une) 28 de gener de 2022 (RTS Un) 4 de febrer de 2022 (France 2)         |
| 31   | «Assassinats a Amboise»                 | Sylvie Ayme                   | Isabelle Polin i Eric Delafosse                                  | 3 d'abril de 2022 (La Une) 3 de juny de 2022 (RTS Un) 25 de juny de 2022 (France 3)              |
| 32   | «Le Secret de la grotte»                | Christelle Raynal             | Florence Philipponnat i Olivier Berclaz                          | 9 de febrer de 2023 (La Une) 11 de març de 2023 (France 3)                                       |
| 33   | «La Malédiction du lys»                 | Philippe Niang                | Céline Guyot, Martin Guyot i Zangro                              | 9 de juny de 2022 (RTS Un) 10 de juny de 2023 (France 3)                                         |
| 34   | «Els secrets del naufragi»              | Christophe Lamotte            | Xavier Daugreilh i Marie Vinoy                                   | 9 de setembre de 2023 (France 3)                                                                 |
| 35   | «Mémoires à vif»                        | Julie Gali                    | Delphine Chouraqui i Fabien Adda                                 | 2 de maig de 2023 (La Une) 26 de maig de 2023 (RTS Un)                                           |